# Kunio Lemari
Kunio Lemari (ur. 29 listopada 1942, zm. 28 marca 2008) – prezydent Wysp Marshalla w okresie 20 grudnia 1996–14 stycznia 1997. Objął urząd po śmierci poprzedniego prezydenta, Amata Kabua'i, poprzednio pełnił funkcję ministra transportu i komunikacji.